# Torpedo puelcha
Torpedo puelcha là một loài cá trong họ Torpedinidae. Loài cá này được tìm thấy ở Argentina, Brasil, và Uruguay. Môi trường sinh sống của loài cá này là các vùng biển mở.